# 紫彩乃
紫 彩乃（むらさき あやの、1969年3月29日 - ）は、日本のAV女優・タレント。恋愛カウンセラー・作家としても活動。
熟女系のAV女優として高い人気を誇り、多数の作品に出演。一時期、病気治療のため「夢乃春香」名義でAV以外の仕事をしていた。

## 略歴
茨城県出身。立教大学文学科フランス文学専修出身。
2003年、「紫彩乃」としてAVデビュー。2005年には赤坂ルナとともにケイ・エム・プロデュースの熟女レーベル「Millionマダムズ」のキャンペーンガール「ミリオンマダムズ」としても活動。
2006年10月5日、公式ブログにて病気療養のため引退することを表明。2007年10月5日には1年ぶりにブログを更新し、近況報告を行った。
2007年11月14日、「夢乃春香」としての活動を開始。新たな公式ブログも開設され、端役ながら映画に出演することや、執筆活動への意欲などを語った。
2008年3月29日、誕生日でもある3月29日に夢乃春香の公式ホームページ開設。『今夜もハッスル』（サンテレビ）などのテレビ番組にも出演。
2009年10月より再び「紫彩乃」として活動することが発表されたが、翌11月に病気悪化による再入院のためマドンナからのAV復帰作の撮影が中止となった。1年後の2010年10月に約4年ぶりとなるAV復帰が決まり、マドンナより再デビュー。
2013年2月、2度目のAV女優引退をブログで発表。再び「夢乃春香」としての活動を開始。
2014年5月よりAVに復帰。「紫彩乃」として再々デビューした。
2015年1月　2度目のAV女優引退（アダルト業界）をブログで表明。
2015年11月28日　ブログでAV女優からのサヨナラをファン宛に発表。

## 出演作品

### アダルトビデオ
2003年
- 女が淫らになるテープ 15 知的な女の淫ら汁（9月30日、アテナ映像）
- 美人マダム4時間（12月26日、million）

2004年
- 巨乳女を狩る（1月23日、うまなみ。）
- 淫魔病棟（3月8日、アタッカーズ）
- 超高級エロミセス（3月15日、マドンナ）
- 巨乳人妻が癒してあげる!（3月19日、うまなみ。）
- 欲望達成バラエティー 強欲の虎 2（3月21日、V&Rプランニング）
- HIT妻 7（3月21日、V&Rプランニング）
- ブルジョアマダムDX（3月26日、VIP）
- 人妻温泉 癒し系 DVD特別版（3月26日、クリスタル映像）
- 巨乳妻男火照り 【淫乱和服M女】（4月16日、タカラ映像）
- 義理姉妹（5月15日、マドンナ）
- 背徳愉悦 近親相姦（5月21日、桃太郎映像出版）
- 院内性乱脈 性欲望内科（5月25日、FAプロ）
- 巨乳人妻狩り!（5月28日、うまなみ。）
- 人妻家政婦斡旋所 《弐》（5月29日、アクアウェイブ）
- 美熟女ミセス 11（6月4日、U&K）
- 陵辱M女セレブ（6月4日、タカラ映像）
- 新近親遊戯　続・蔵の中の私 十（6月9日、グローバルメディアエンタテインメント）
- フランス人のチンポを求めて、華の都パリまで来ちゃいました!!（6月15日、マドンナ）
- 優しい奥さん（6月17日、ナチュラルハイ）
- うまなみ。プレゼンツ 2 巨乳お姉さん4時間（6月18日、million）※『巨乳で癒す。』（うまなみ。）のセル版
- 淫魔収容所（7月8日、アタッカーズ）
- 美熟女ぶっかけ（7月15日、マドンナ）
- 嗚呼!熟女 紫彩乃+10（7月16日、現映社）
- 艶熟 中出し（8月3日、グローリークエスト）
- 顔面圧迫 3（8月10日、U&K）
- 生ハメ中出し3連発（8月15日、マドンナ）
- 街でうわさの淫乱セレブ妻（9月15日、隼エージェンシー）
- 友達のお母さんは綺麗（9月20日、ホットエンターテイメント）
- 巨乳女教師と二人っきりの激淫課外授業4時間（9月24日、EXERT）
- こだわりの手コキ 26人の手コキ嬢（10月14日、隼エージェンシー）
- 凌辱妻 義兄に犯されて（10月14日、隼エージェンシー）
- つまたま 人妻玉手箱 【前編】（10月21日、V&Rプランニング）
- 新・母子相姦 母と息子の近親相姦（10月22日、ルビー）
- 熟女プライド（10月29日、KUKI）
- Mrs.SexMachine AYA32 F.90（11月3日、ドリームチケット）
- 四十路 義母相姦（11月12日、ビッグモーカル）
- 近親白書 母親失格 3（11月15日、マドンナ）
- つまたま 人妻玉手箱 【後編】（11月18日、V&Rプランニング）
- 年下の男の子 義母のぬくもり（11月19日、グラフィティジャパン）
- マドンナ学園 〜母たちの反乱〜（12月15日、マドンナ）
- 義母 彩乃（12月15日、MOODYZ）
- 紫彩乃ノーカットコレクション（12月24日、TMA）※総集編

2005年
- 淫魔病棟 2（1月8日、アタッカーズ）
- 美熟女画報（1月15日、MOODYZ）
- 美熟女新春大乱交 〜ハメましておめでとうございます〜（1月15日、マドンナ）
- 超A級 美惑のマダム（2月4日、ルビー）
- 妻たちのセレナーデ 2（2月15日、マドンナ）
- 巨乳熟女4時間 成熟した局部を貫く極太肉棒&生スペルマ9連発!（2月17日、隼エージェンシー）
- おふくろさん! 完全版（2月18日、ミリオン）
- 紫彩乃 総集編 4時間（3月15日、マドンナ）※総集編
- 好色三十路肉林パーティー（3月16日、現映社）
- 超高級クラブ 女の戦い ママvsチーママ 完全版（3月18日、million）
- 昼下がりの犯され妻 9人の奴隷妻 3（4月15日、隼エージェンシー）
- 人妻昼顔 2 完全版（4月22日、million）
- 実録母子情交 三十路母 第弐巻（5月11日、グローバルメディアエンタテインメント）
- うまなみ。プレゼンツ 5 巨乳人妻4時間（5月27日、million）※『巨乳人妻が癒してあげる!』『巨乳人妻狩り!』（うまなみ。）のセル版
- 裏・紫彩乃 完全版（5月27日、million）
- 私は痴女 人妻編 3時間DX (6月17日、クリスタル映像)
- 団地妻 完全版（6月17日、million）
- 人妻熟女（秘）劇場 和服美人の誘惑（6月24日、竹書房）
- 熟女ペット 完全版（7月22日、million）
- 雌女anthology #022 熟女の口はもっと嘘をつく（8月5日、アウダースジャパン）
- 親友の母（8月12日、グラフィティジャパン）
- VERY BEST OF 紫彩乃 完全版（8月26日、ミリオン）※総集編
- 近親相姦（9月1日、ワンズファクトリー）
- 艶熟女社長愛憎接吻（9月2日、アウダースジャパン）
- 淫欲接吻母娘愛（10月4日、アウダースジャパン）
- 美熟女ソープ天国 4（10月14日、アリスJAPAN）
- マドンナ倶楽部 3 【美熟女マガジン】（11月11日、アリスJAPAN）
- 人妻熟女（秘）劇場 昼下がりの誘惑（11月25日、竹書房）
- 近親相姦シリーズ特別編 上巻 美人巨乳三姉妹（12月10日、グローリークエスト）
- 非日常的悶絶遊戯 第四十七章 保険セールスレディの奥様、彩乃の場合（12月10日、AVS）
- コスプレ熟女 2（12月16日、アリスJAPAN）
- 巨乳熟女王 突撃!逆ナンパ（12月23日、レビースバル）
- 不倫ってステキ! 淑女社交ダンス倶楽部 Shall we ファック?（12月25日、マドンナ）
- 暴行団地 だまってたら、わかりゃしねぇよ（12月27日、マックス・エー）

2006年
- 熟女マニアがみる夢 ブルセラ熟女 10巻 彩乃36歳（1月10日、AVS）
- 近親相姦シリーズ特別編 中巻 美人巨乳三姉妹（1月18日、グローリークエスト）
- ザ・面接 スーパースペシャル 89 熟女の「淫獣」 僕らの「紳士」（2月11日、アテナ映像）
- 近親相姦シリーズ特別編 下巻 美人巨乳三姉妹（2月13日、グローリークエスト）
- 美しい女（3月13日、溜池ゴロー）
- 熟女探偵 アナル凌辱事件簿 4（4月7日、アタッカーズ）
- レアカルテ FILE 1（4月10日、AVS）
- プライベートセックス 2（4月1日、メディア総販ソレイル）
- 美熟女が拘束され加藤鷹にイカサレまくるビデオ!（5月13日、溜池ゴロー）
- 妖艶美熟女 淫乱万華鏡 二 (5月25日、ドリームステージ)
- 熟女のムレムレパンスト4時間!!（6月16日、アリスJAPAN）
- 背徳の白金ネーゼ 華麗なるセレブたち（6月16日、グラフィティジャパン）
- 美熟女メイドと金持ち坊っちゃん（6月19日、CROSS）
- ああ!!三十路・三十路・三十路 逆ナンパスペシャル 1（6月25日、フラットコーポレーション）
- 大奥 淫の乱 花びら燃ゆ（7月14日（R-15）/7月28日（R-18）、マックス・エー）
- 痴女学園（7月20日、イマージュ）
- 巨乳義母がまたがってしてあげる（7月28日、TMA）
- ズバリ!挿入るわよ (8月9日、ロータス企画)
- ディープスロート夫人（9月10日、AVS）
- 熟女犬（9月13日、溜池ゴロー）
- 人妻家政婦 トライアングル（9月22日、レジェンド・ピクチャーズ）
- セレブの午後は妄想おもらし三昧（10月10日、AVS）
- 熟女を電マでイカせ続ける3時間 5（10月11日、鬼丸）
- マドンナファンの集い 美熟女と行く混浴温泉バスツアー（10月25日、マドンナ）
- 東京愛物語（10月27日、ルビー）
- 蛇縛の拷問折檻 7 闇に取り憑かれた家族…（11月7日、アタッカーズ）
- 新・母子相姦遊戯 母と娘 #4（12月6日、グローバルメディアエンタテインメント）
- 熟れた友達のお母さんを犯しまくりたい。（12月19日、ドグマ）
- もう一つの熟バス 未公開セックス･フェラ映像全てお見せします!（12月25日、マドンナ）
- 裏大奥 崎山の乱 忍び寄る陰謀（12月29日、マックス・エー）

2007年
- 緊急発売 引退宣言 感動をありがとう! さよなら紫綾乃（1月17日、チャンネル・ヴィ）
- セレブ美熟女 最高の筆おろし!（1月25日、マドンナ）
- 熟女マニアがみる夢 〜ブルセラ熟女競泳水着Special〜 2（2月10日、AVS）
- 喪服奴隷（3月23日、シネマジック）
- 熟女だらけの艶遊会（3月25日、マドンナ）
- 紫彩乃大全集8時間（4月25日、マドンナ）※総集編
- 今夜はやりたい夜のために 成人向エロV（未成年者禁）（4月30日、FAプロ）
- 告白再現映像 禁断交尾 1（5月17日、チャンネル・ヴィ）
- 紫彩乃SPECIAL（6月7日、アタッカーズ）※総集編
- 中高年の性の悩み 下宿住まいの娘に手を出した大家/夫の仕事仲間の男性と深い関係に/オナニーを息子に見られた母親/毎晩SEXを要求してくる妻（7月4日、FAプロ）
- 紫彩乃と巨根大学生（8月9日、チャンネル・ヴィ）

2010年
- 紫彩乃コンプリート 6時間2枚組（1月7日、センタービレッジ）※総集編
- 嫁の母（10月7日、マドンナ）※再デビュー作
- 母さんに夜這い（11月7日、マドンナ）
- 息子に奪われた母のアナル（12月7日、マドンナ）

2011年
- 美熟女レズビアン 〜繰り返す愛欲の運命〜（1月7日、マドンナ）
- 母子交尾 【沼津路】（1月8日、ルビー）
- 憧れの有名熟女 イキまくりノンストップ4P!!（2月19日、エマニエル）
- 親友の母（2月23日、ルビー）
- 3D美熟女
- 復活!!超有名熟女 超絶倫アナル遊戯 アナル異物挿入!二穴ファック!アナル中出し!（3月19日、エマニエル）
- 近親相姦 母と息子の肉欲交尾（3月24日、センタービレッジ）
- 主人の前で義弟に抱かれる兄嫁（3月29日、ドリームステージエンタテインメント）
- 中出し近親相姦 母さん我慢できないよ!（4月7日、センタービレッジ）
- 非日常的悶絶遊戯 第百四十一章 産休教師の代わりに体育を教えることになった校長、彩乃の場合（4月13日、AVS）
- 義母相姦 わが愛しのちんぽっぽ（4月19日、ヴィーナス）
- 母と息子の筆下ろし性活（4月20日、ネクストイレブン）
- 母の焦らし手コキ亀頭責め 2（4月20日、ネクストイレブン）
- 「熟女の口はもっと嘘をつく。」 熟雌女anthology #068（4月22日、アウダースジャパン）
- 浣腸美熟女3D（4月25日、ダスッ!）
- おばさんの尻と僕 違うのよ!そこは後ろの穴なのよ!（4月28日、センタービレッジ）
- 隣の美しい未亡人（4月29日、イー・マーケティング）
- 連続アクメ近親相姦 〜ひたすらイキまくる母〜（6月1日、ヴィーナス）
- 真性中出し 穴熟女（6月7日、桃太郎映像出版）
- 人妻パートタイマーに（生）中出し 弱みにつけこんで こってり妻（6月7日、桃太郎映像出版）
- 紫彩乃コンプリートベスト4枚組16時間（6月7日、マドンナ）※総集編
- 四十路マダム 29（6月10日、クリスタル映像）
- アナル全開美熟女限定!! 強制牛乳浣腸ファック!!（6月19日、エマニエル）
- なにも知らないお婆ちゃん達を食い物にする悪徳エステサロン!!大胆卑劣ペニバンファック盗撮!!（6月19日、エマニエル）
- 夢
- ふるさと近親相姦物語 息子に犯された五十路六十路もんぺお母さん 7（8月19日、エマニエル）
- 屋外露出おもらし潮吹き熟女 都内連れまわし編（8月19日、エマニエル）
- レイプ犯はあまりに身近な存在!! 息子!義父!そして父親!!! 一緒に暮らす家族による近親相姦暴行劇（9月10日、グローバルメディアエンタテインメント）
- 非道万引きGメン!!オマンコの中をザーメンだらけにされた六十路・五十路お婆ちゃん!!（9月19日、エマニエル）
- イイ女限定!! たっぷり射精出来る貴方だけに語りかけるオナニー専用のオナニーDVD（9月19日、エマニエル）
- ベストオブ紫彩乃（10月7日、アウダースジャパン）※総集編
- 黒人巨大マラ VS 紫彩乃 不死鳥撃墜!中出しバイオレンス（10月10日、グローバルメディアエンタテインメント）
- 土下座なんかじゃ許さない!! 悪質クレーマーに呼び出された真面目に働く美熟女達に生中出しファック!!（11月19日、エマニエル）
- 田村みゆき 加山なつこ 安原愛子
- 露恥裏巨乳巨尻W熟女2 爆G＆Hカップの野外露出！！アブに刺されてもがんばりました（笑）（11月19日、エマニエル）
- 超噴水レズ母娘 大量おもらし母と絶頂失禁娘（12月1日、ヴィーナス）

2012年
- 搾隷交渉人M-4（1月1日、シネマジック）
- 巨乳と巨尻の美熟女厳選!! 高速ピストン騎乗位ノンストップハメ狂い!! 2（1月1日、エマニエル）
- 艶百合 同性愛美熟女カップル熟視線濃厚接吻本物レズビアンセックス（2月1日、エマニエル）

### Vシネマ
- 淫夢（2005年8月24日、ビーエムドットスリー）
- 未亡人下宿物語（2005年9月10日、ビーエムドットスリー）
- 黒革の嬢王〜欲望の仮面〜（2006年） - 銀座 会員制高級クラブ「エレシオン」ママ 夏目遙香
- 夫の居ぬ間に…（2006年3月25日、ビーエムドットスリー）
- 夜這い村 待ち濡れた人妻（2006年7月26日、ビーエムドットスリー）
- 人妻家政婦 トライアングル（2006年9月、レジェンド・ピクチャーズ）

### イメージビデオ
- NUDY SMELL（2005年8月24日、ビーエムドットスリー）
- 美熟（2007年1月12日、竹書房）

## テレビ出演

### バラエティ
- 夜美女（サンテレビ）「熟女のブログ」、「絶頂エロティシズム研究所」コーナー担当
- 今夜もハッスル（サンテレビ）「四字熟女」コーナー担当。AV女優の小春と

## 書籍

### 写真集
- 紫彩乃写真集「紫陽花」（2005年、ぶんか社）- 松田耕造
- 美人妻告白 婚外SEXの絶頂―紫彩乃・ビジュアルブック（増刊大衆編集部）
- 紫艶（ニュースプロモーション）
- 人妻ナマ撮り写真館　紫彩乃34歳（2004年、イーストプレス）- 堀内秀昭
- つゆダクお姉さま　紫彩乃34歳　上野デート（イーストプレス）
- つゆダクお姉さま　紫彩乃34歳　浅草デート（イーストプレス）

### 雑誌連載
- 月刊That'sDAN「紫彩乃の妄想LOVEストーリー」（2005年-2006年、バウハウス）
- 月刊まぁるまん「紫色の妄想」（2005年-2006年、ぶんか社）
- 月刊ウォーA組「紫彩乃教祖様　生きるッ!!」（2006年、マガジン・マガジン）
- 増刊大衆「実録劇画 紫彩乃物語」（2005年-2006年、双葉社）- 原案　紫彩乃、作　Sクラフト、画　穂高アキラ